# Martelaren van Córdoba
De martelaren van Córdoba zijn 48 martelaren uit de 9e eeuw, die ten tijde van het islamitische Al-Andalus (tegenwoordig Zuid-Spanje) ter dood werden veroordeeld vanwege belediging van de islam en/of de profeet Mohammed. De terechtstellingen vonden voornamelijk plaats tussen de jaren 850 en 859 door middel van onthoofding.
Een gedetailleerde beschrijving van de daden van de martelaren, vooral monniken, werd vastgelegd door Eulogius, die zelf behoorde tot de twee laatsten die werden omgebracht.
De meeste martelaren waren van Spaanse komaf, één naam verwijst naar een afkomst uit Septimanië, andere namen zijn Arabisch, Berbers of van onbepaalde afkomst. Ook zijn er connecties met het orthodoxe oosten: een van de martelaren was een Syriër, een andere een Arabische of Griekse monnik uit Palestina en twee hadden typisch Griekse namen.

## Achtergrond
Na de verovering in 711 van het Visigotische en christelijke Spanje door een islamitisch leger uit Noord-Afrika, werd het grootste deel van het Iberisch schiereiland door Tariq ibn Zijad onderworpen aan islamitische overheersing. De afzetting van de Omajjaden-dynastie in 750 in Damascus werd de aanleiding voor Abd al-Rahman I tot de verplaatsing van de dynastie naar Córdoba, waar hij een emiraat stichtte. Het gebied werd geregeerd volgens de islamitische wetgeving en christenen en joden werden als dhimmi's behandeld, hetgeen voor de oude bewoners een aantal restricties inhield en de gedwongen betaling van een afzonderlijk belastingheffing om beschermd te kunnen blijven wonen in het emiraat. Afvalligheid van de islam en godslastering jegens de islam waren in Al-Andalus redenen om te worden veroordeeld tot de doodstraf. Alhoewel volgens de hagiografie van Eugolius vier christelijke basilieken en een groot aantal kloosters open bleven, zorgden de discriminatoire wetgeving en de islamitische bepaling dat bij gemengde huwelijken de nakomelingen islamitisch werden voor een geleidelijke bekering van de christelijke bevolking tot de islam. Tot ontsteltenis van Eugolius, wiens geschriften de enige getuigenissen vormen van het martyrologium, collaboreerde de bisschop van Córdoba met de islamitische autoriteiten en beschouwde hij de martelaren als fanatici. Hij riep op tot verdraagzaamheid en compromissen met de islamitische overheersers, maar deed niets om de islamisering van de christelijke gemeenschap te vertragen. Omstreeks het midden van de 9e eeuw werden een aantal kloosters waar martelaren woonden gesloten. Eulogius moedigde het martelaarschap aan als een manier om het geloof van de christelijke gemeenschap te versterken. Hij stelde traktaten en een martyrologium op ter rechtvaardiging van de zelfopoffering van de martelaren.

## Lijst van martelaren

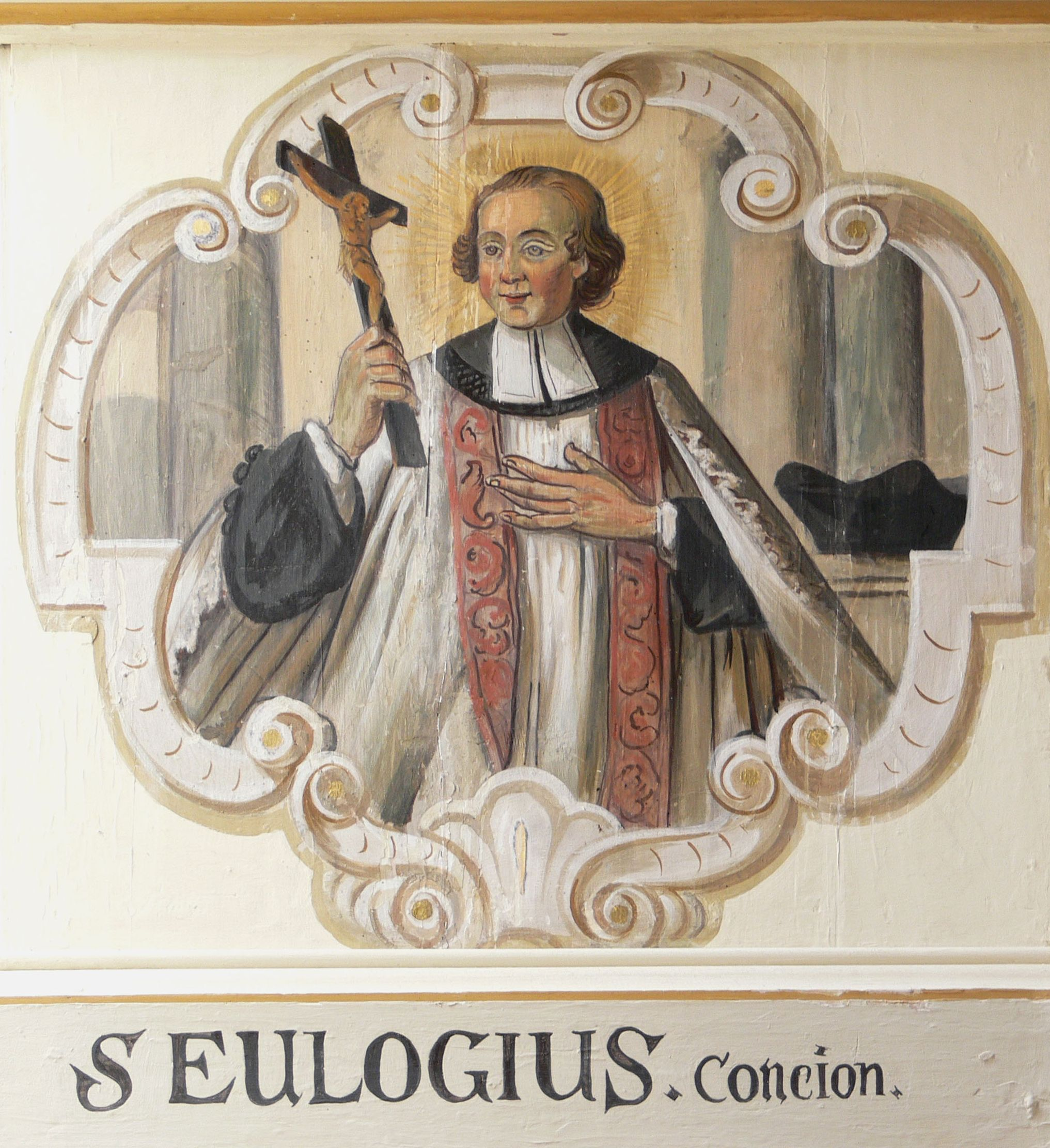
Afbeelding Sint-Eulogius

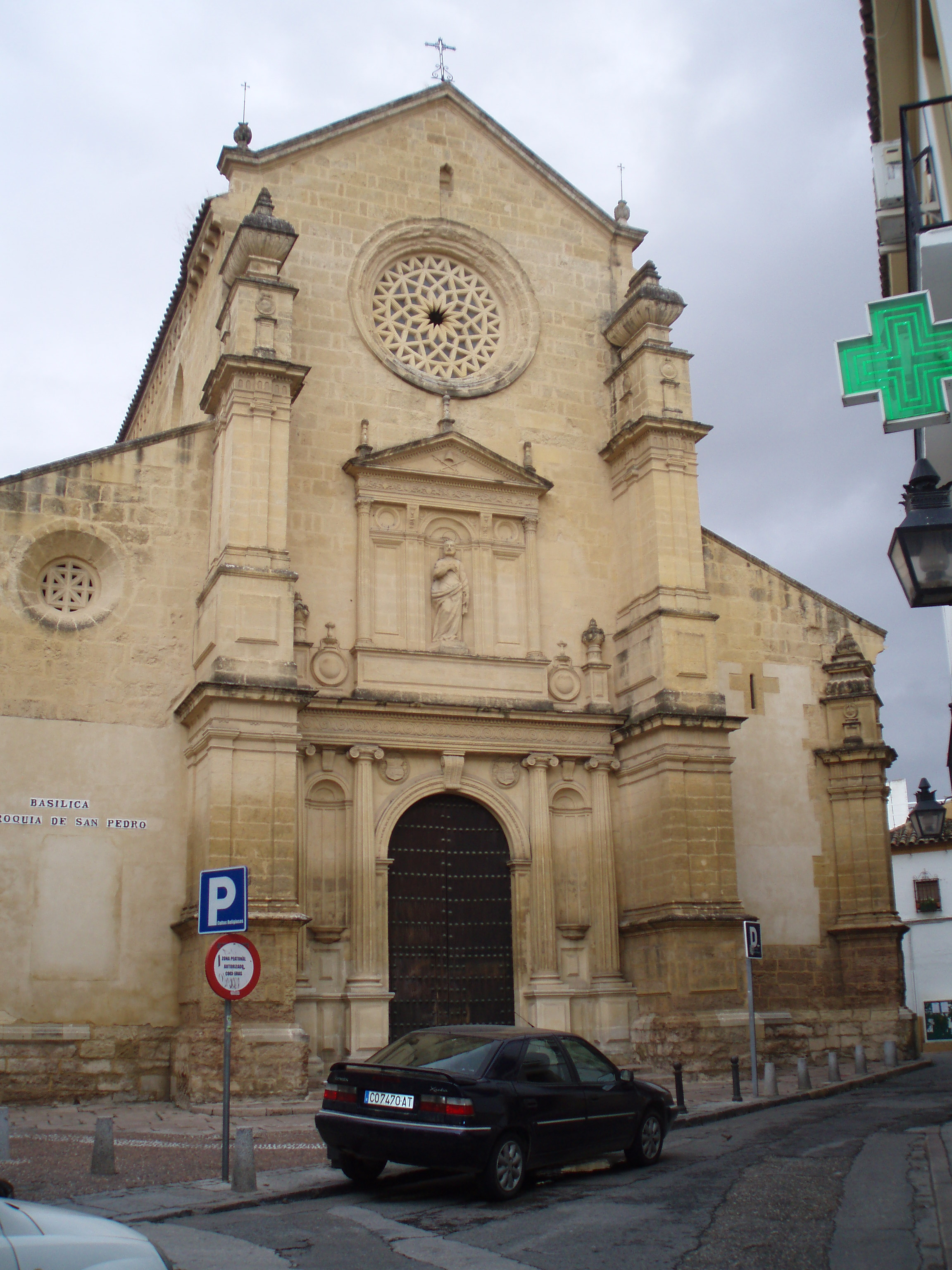
De Sint-Petruskerk te Córdoba waar de schrijn van de heiligen wordt bewaard

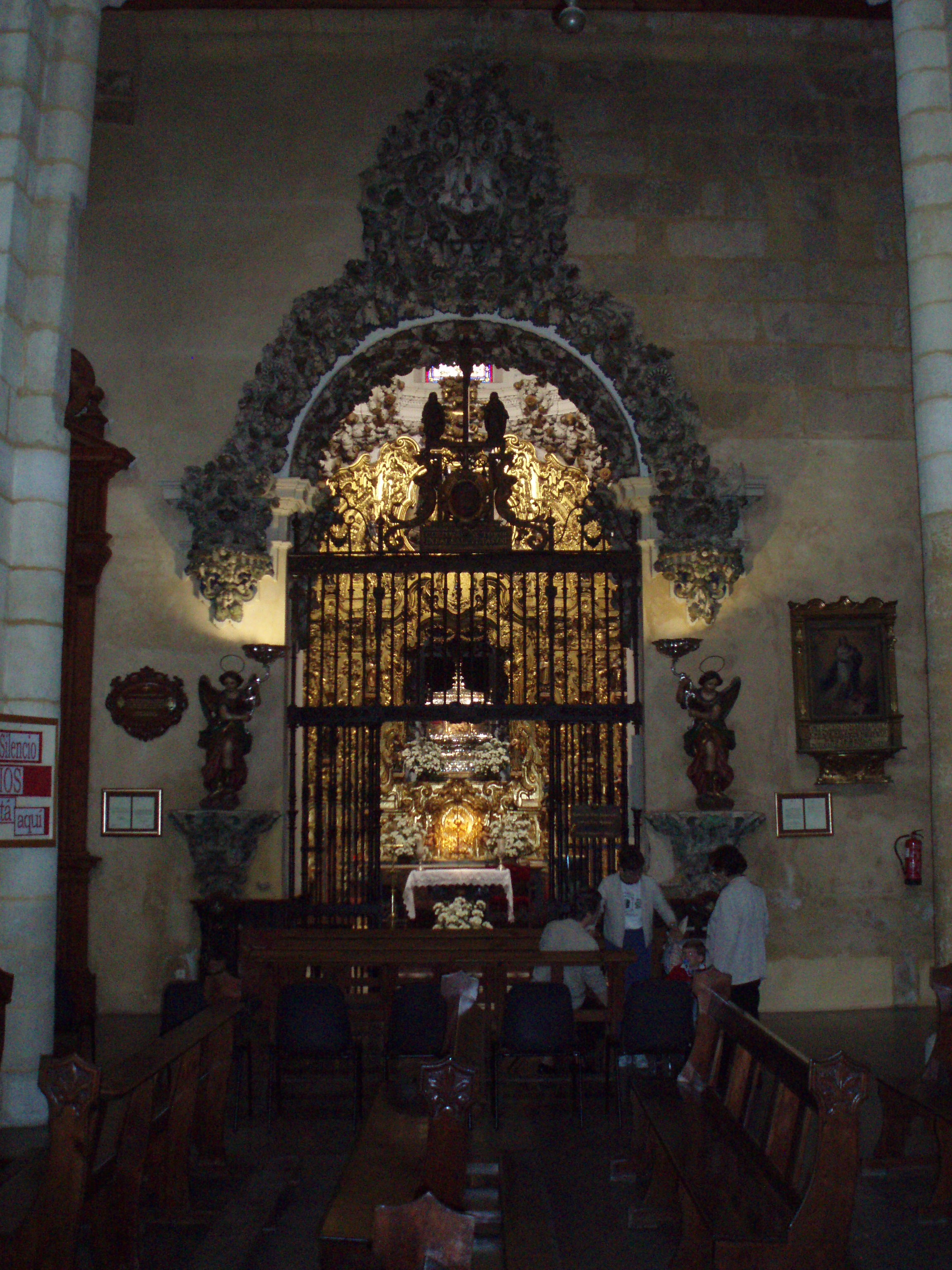
Ingang kapel van de Heilige Martelaren (Sint-Petruskerk, Córdoba)

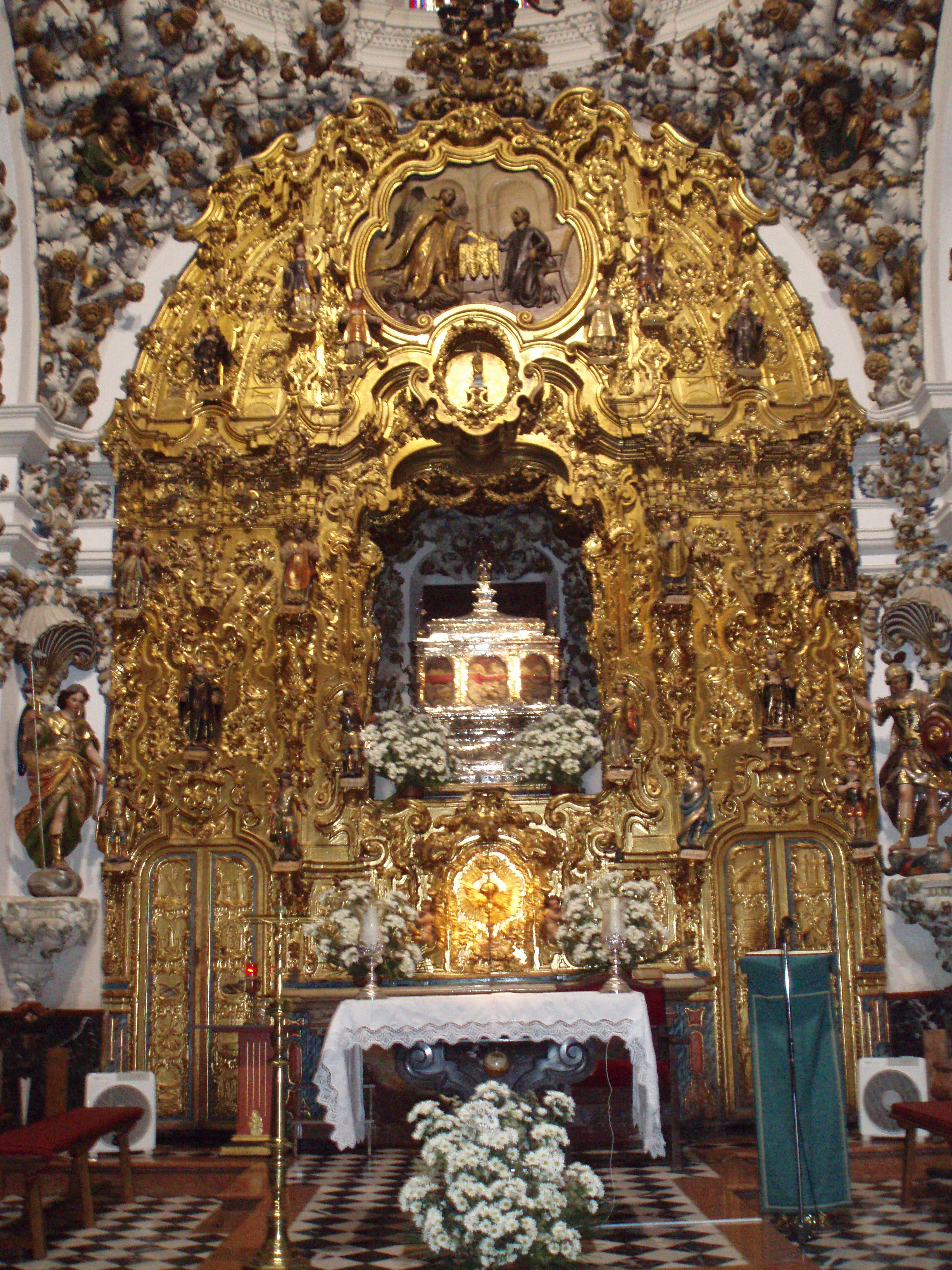
Altaar van de kapel van de Heilige Martelaren van Córdoba (Sint-Petruskerk, Córdoba)

- Abundius; 11 juli 854. Hij was een priester uit Ananelos, een dorp in de buurt van Córdoba en werd gearresteerd omdat hij smadelijk had gesproken over Mohammed. In tegenstelling tot veel andere martelaren werd Abundius door anderen verraden, hij stond niet vrijwillig terecht. Na zijn veroordeling werd hij onthoofd en gevoerd aan de honden. Zijn feestdag wordt gevierd op 11 juli.
- Adolphus en Johannes; 27 september 822. Beide broers werden geboren in Sevilla, Al-Andalus. Hun vader was een moslim en hun moeder een christen. Ze werden terechtgesteld in Córdoba tijdens het bewind van Abd ar-Rahman II. Hun feestdag is 27 september. Adolphus is de heilige naar wie de kathedraal van het fictieve Kingsbridge in het boek The Pillars of the Earth van Ken Follett is vernoemd.
- Amator, Petrus en Ludovicus; 30 april 855. Amator werd geboren in Martos bij Córdoba, waar hij priester was. Samen met de monnik Petrus en de leek Ludovicus werd hij vermoord omdat hij de islam had belasterd.
- Anastasius, Felix and Digna; 14 juni 853. Anastasius was de decaan van de Sint-Aciscluskerk te Córdoba, die monnik werd in het nabijgelegen Tábanos. Felix was geboren in Alcalá in een Berberse familie, werd monnik in Asturië, maar verhuisde naar het klooster te Tábanos in de hoop ook een martelaar te worden. Digna woonde reeds op dat klooster.
- Argimirus (ook: Argimir); 28 juni 856. Argimirus was een edelman uit Cabra en in dienst van emir Mohammed I van Córdoba. Hij werd op grond van zijn geloof ontslagen en werd monnik. Anderen beschuldigden hem ervan de profeet Mohammed te hebben beledigd en hij getuigde publiekelijk van de goddelijkheid van Jezus. Argimirus kreeg de kans op gratie als hij het christendom verwierp en zich alsnog bekeerde tot de islam. Hij weigerde echter en werd terechtgesteld.
- Aurea (ook Aura); 19 juli 856. Aurea was geboren in Córdoba en een dochter van islamitische ouders. Zij bekeerde zich als weduwe tot het christendom en werd een non in Cuteclara, waar ze meer dan 20 jaar verbleef. Ze echter werd door haar islamitische verwanten ontdekt en voor het gerecht gesleept. Onder dwang deed Aurea afstand van haar christelijk geloof, maar ze kreeg spijt en bleef het christelijk geloof in het geheim praktiseren. Opnieuw ontdekten familieleden haar afvalligheid en brachten haar voor de tweede keer naar de rechtbank. Ditmaal weigerde Aurea haar geloof op te geven, waarna haar terechtstelling volgde.
- Benildis; 15 juni 853. Deze vrouw uit Córdoba raakte geïnspireerd door de executie van Anastasius en koos de volgende dag zelf voor het martelaarschap. Haar as werd in de Guadalquivir gegooid.
- Columba; 17 september 853. Columba was geboren in Córdoba en een non in het klooster Tabanos. Om te voorkomen dat ze zich aan de rechter zou overgeven, werd ze met de rest van de kloostergemeenschap vastgehouden toen het Emiraat besloot het klooster in 852 te sluiten. Ze wist te ontsnappen, bekritiseerde Mohammed publiekelijk en werd onthoofd.
- Elias, Paulus en Isidorus; 17 april 856. Elias was priester in Córdoba en werd op hoge leeftijd gedood door de Moren, samen met de jonge monniken Paulus en Isidorus, twee van zijn studenten. Volgens de synaxarion is hun feestdag in de Orthodoxe Kerk op 30 april.
- Emilas en Jeremia; 15 september 852. Emilas en Jeremia waren twee jonge mannen die gevangen werden gezet en onthoofd onder de emir Abderrahman.
- Eulogius van Córdoba; 11 maart 859. Eulogius was een vooraanstaan priester in Córdoba. Hij muntte uit in moed en studie en moedigde sommige vrijwillige martelaren aan. Hij schreef voor de martelaren het Gedenkboek der Heiligen. Uiteindelijk werd ook Eulogius terechtgesteld omdat hij een jong meisje beschermde die haar islamitische geloof had ingewisseld voor het christelijke geloof.
- Fandilas; 13 juni 853. Fandilas was de priester en abt van Peñamelaria in de buurt van Córdoba. Hij werd onthoofd in Córdoba in opdracht van Mohammad I.
- Flora en Maria; 24 november 851. Beide vrouwen werden geboren uit gemengde huwelijken. Maria was de zus van Walbonsus, die al eerder werd terechtgesteld. Flora's islamitische vader stierf toen zij weliswaar erg jong was, maar volgens de wetten werd haar christelijk geloof uitgelegd als afvalligheid. Alhoewel Flora en Maria beide de islam voor de rechtbank afwezen, werd Maria voor godslastering terechtgesteld en Flora voor afvalligheid.
- Georgius, Aurelius, Natalia, Felix en Liliosa; 27 juli 852. Martelaren in Córdoba onder emir Abd ar-Rahman II. Aurelius en Felix en hun vrouwen Natalia en Liliosa waren Iberiërs met een gemixte religieuze achtergrond. Wettelijk waren ze echter verplicht om de islam te belijden. Ze kregen vier dagen om zich te bekeren tot de islam. Na hun weigering werden ze veroordeeld. De diaken Georgius was een monnik uit Palestina en werd tegelijkertijd met de anderen gearresteerd. Als buitenlander kreeg hij een pardon, maar hij koos ervoor de islam opnieuw af te keuren en werd samen met de anderen ter dood gebracht.
- Gumesindus and Servusdei; 13 januari 852. Gusemindus was een priester en Servusdei een monnik. Beide werden ter dood gebracht onder Abd ar-Rahman II.
- Isaäk; 3 juni 851. Hij was geboren in een welgestelde familie en had goed onderwijs genoten. Hij sprak vloeiend Arabisch en wist de positie van exceptor rei publicae te verwerven in de Moorse regering. Hij nam ontslag om monnik te kunnen worden in het klooster te Tábanos. Tijdens een publiek debat in Córdoba gaf hij kritiek op Mohammed en werd er voor geëxecuteerd.
- Laura; 19 oktober 864. Laura werd geboren in Córdoba. Toen ze weduwe werd koos ze voor het klooster te Cuteclara. Ze werd veroordeeld voor afvalligheid en in een ketel met gesmolten lood gegooid.
- Leocritia (ook: Lucretia); 15 maart 859. Leocritia was een jong meisje uit Córdoba. Haar ouders waren moslims, maar een familielid wist haar te bekeren tot het christendom. Op advies van Eulogius en met zijn hulp ontsnapte Leocritia uit het ouderlijk huis en dook onder. Toen ze werd gevonden werden zowel Leocritia en Eulogius gearresteerd. Eulogius, die de gevangenis al vele malen van binnen had gezien, werd ter dood gebracht vanwege proselitisme, Leocritia voor afvalligheid.
- Levigild en Christoforus; 20 augustus 852. Levigild was monnik en pastoor in Córdoba, Chirstoforus was een monnik in het Martinus de la Rojanaklooster bij Córdoba. Beiden werden ter dood gebracht onder Abd ar-Rahman II.
- Nunilo en Alodia; 22 oktober 851. Nunilo en Alodia waren twee zusters, geboren in Adahuesca in Huesca in Al-Andalus. Hun islamitische vader en christelijke moeder voedden hun dochters op als christenen. Na de dood van hun vader hertrouwde hun moeder met een andere moslim, die hen bruut vervolgde en liet opsluiten. Ze werden ten slotte onthoofd in Huesca tijdens de regering van Abd ar-Rahman II.
- Paulus van Sint-Zoilus; 20 juli 851. Paulus was een decaan in Córdoba en erg ijverig in de bediening van door de moslims gevangengezette christenen. Hij werd onthoofd. Zijn relieken worden in een schrijn bewaard in de kerk van Sint-Zoilus.
- Petrus, Walabonsus, Sabinian, Wistremundus, Habentius en Jeremia; 7 juni 851. Jeremia was een zeer oude man en stichter van het klooster van Tabanos. Voor het publiekelijk bekritiseren van Mohammed werden allen geëxecuteerd. Jeremia werd doodgeslagen, de anderen onthoofd.
- Perfectus; 18 april 850. Perfectus was een priester in Córdoba in Al-Andalus en werd onthoofd vanwege zijn getuigenis tegen de islam en Mohammed.
- Pomposa; 19 september 835. Zij was een non in Peñamelaria, in de buurt van Córdoba en werd onthoofd op bevel van de emir.
- Pomposa; 19 september 853. Eveneens een non, maar dan uit het klooster San Salvador te Peñamelaria. Ze ontsnapte uit de gevangenschap van de nonnen, ging naar de rechtbank en werd ondanks protesten van de nonnen ter dood gebracht.
- Rudericus (Roderick) en Salomon (Solomon); 13 maart 857. Roderick was een priester in Cabra die verraden werd door zijn moslim-broer. Zijn broer had Roderick er valselijk van beschuldigd zich bekeerd te hebben tot de islam om vervolgens weer het christendom te omarmen. Dit betekende afvalligheid. In de gevangenis ontmoette Roderick zijn medemartelaar Salomon. Beiden werden in Córdoba geëxecuteerd.
- Rogellus en Servus-Dei; 16 september 852. Een monnik en zijn jonge volgeling werden in Córdoba ter dood gebracht wegens het publiekelijk bekritiseren van de islam in een moskee. Het waren de eerste christelijke martelaren onder Mohammed I.
- Sancho (ook: Sanctius, Sancius); 5 juni 851. Geboren in Albi, Septimanië (tegenwoordig Frankrijk) werd Sancho als krijgsgevangenis naar Córdoba meegevoerd. Hij kreeg onderwijs bij het hof en werd ingelijfd bij de bewakers van de emir. Omdat Sancho weigerde zich te laten bekeren tot de islam werd hij ter dood veroordeeld door spietsing. Sancho staat model voor de heilige soldaat.
- Sandila (ook Sandalus, Sandolus, Sandulf); 3 september 855. Werd in opdracht van de emir geëxecuteerd.
- Sisenandus; 16 juli 851. Sisenandus werd geboren in Badajoz in Estremadura. Hij werd een decaan in de kerk van Sint-Acisclus in Córdoba en onthoofd onder Abd ar-Rahman II.
- Theodemir; 25 juli 851. Hij was een monnik die der dood werd gebracht in Córdoba in Al-Andalus tijdens het bewind van Abd ar-Rahman II.
- Witesindus (ook: Witesind) 855. Een christelijke leek uit Cabra, die zich had bekeerd tot de islam maar spijt kreeg en de bekering herriep; hij werd wegens afvalligheid ter dood veroordeeld..